# Gregorio Zucchini
Gregorio Zucchini (auch Zucchino und Zuchino;* vor 1560; † nach 1616) war ein italienischer Benediktinermönch und Komponist.

## Leben
Der Benediktinermönch Gregorio Zucchini wurde in San Giorgio Maggiore in Venedig zum Priester geweiht. 1600 ersuchte er von Papst Clemens VIII. die Erlaubnis, sich in der Benediktinerabtei San Paolo fuori le Mura aufzuhalten. Hier schrieb er die Messen und Motetten seiner Harmonia sacra. Er scheint sich auch in der Abtei Praglia aufgehalten zu haben.

## Werke (Auswahl)
Die Werke Gregorio Zucchinis, die erhalten sind, sind ausschließlich sakral. Es handelt sich um vier- bis siebenstimmige Kompositionen.
- Motectorum et Missarum quattuor & quinque vocibus, Liber primus 1609 I Veni sponsa Christi a 4 II Hortus conclusus a 4 III In te Domine speravi a 4 IV Tradent enim vos in concilia a 4 V Sancti mei qui in illo a 4 VI Puer qui natus est a 4 VII Adoramus te Christe a 4 VIII O Domine Jesu Christe a 4 IX O dulcissime filie a 4  X Missa quattuor vocibus paribus XI Missa secunda a 4 XII Paratum cor meum Deus a 5 XIII Deus laudem meam ne tacueris a 4  XIV Fili me habebis multa bona a 5 XV Rorate caeli desuper a 5 XVI Quam pulchra sunt a 5 XVII Fulgebunt iusti a 5 XVIII Iste sanctus pro lege Dei a 5 XIX Prudentes virgines aptate a 5 XX O vos omnes a 5 XXI Cum pervenisset beatus Andreas a 5  XXII Quae est ista quae progreditur a 5 XXIII Hierusalem luge a 5 XXIV Missa quinque vocum[Digitalisat 1]
- Acht Psalmen OCLC 959704842
- Missa pro defunctis: ad quattuor aquales voces [zu vier gleichen Stimmen], überliefert in den Musikhandschriften der Staats- und Stadtbibliothek Augsburg OCLC 82958755
- Motectorum et missarum senis, septenisque vocibus ... liber secundus, 1611 in Venedig veröffentlicht OCLC 464170891
- Promptuarium harmonicum sacrarum missarum. Cum basso generali ad Organum, 1616 OCLC 78625418
- Bonum est confiteri Domino, 1617 in der Sammlung Promptuarium musicum, Pars Quarta von Caspar Vincentius in Strassburg publiziert
- Declinate a me, maligni, 1617 in der Sammlung Promptuarium musicum, Pars Quarta von Caspar Vincentius in Strassburg publiziert
- Ego sum pauper et dolens, 1617 in der Sammlung Promptuarium musicum, Pars Quarta von Caspar Vincentius in Strassburg publiziert
- Exultate Deo adjutori nostro, 1621 in der Sammlung  Florilegii musici Portensis sacras harmonias sive motetas…pars altera…cum adjecta Basi Generali ad organa musicaque instrumenta accomodata in Leipzig publiziert
- Gaudium sit tibi semper, 1617 in der Sammlung Promptuarium musicum, Pars Quarta von Caspar Vincentius in Strassburg publiziert
- Multiplicati sunt qui tribulant me, 1617 in der Sammlung Promptuarium musicum, Pars Quarta von Caspar Vincentius in Strassburg publiziert
- Sanctis Apostolis inclita gaudia a 7, 1614 in der Sammlung Promptuarium musicum, Pars Tertia von Abraham Schadaeus publiziert

### Moderne Ausgaben
- Haec dies für vierstimmigen gemischten Chor mit Orgelbegleitung (This is the day the Lord has made), bearbeitet von Roger Wilhelm, veröffentlicht bei Lawson-Gould, 1971 OCLC 234196066
- 7 Canzonen zu 4 Stimmen und Orgel, 2016 im Cornetto Musikverlag in Stuttgart publiziert, OCLC 1030349797, ISMN 979-0-50222-265-9 (Suche im DNB-Portal)

## Einspielungen (Auswahl)
- Gregorio Zucchino: Jubilate Deo für zwölf Stimmen in drei Chören. Eingespielt vom Chor der Lassus-Gesellschaft München unter der Leitung von Bernward Beyerle (* 1948) beim Label Christophorus in Freiburg im Breisgau, veröffentlicht durch die Musical Heritage Society in New York
- Gregorio Zucchino: Pastores, surgite. Eingespielt vom Chor des Lassus-Musikkreises München unter Leitung von Bernward Beyerle auf der LP Mehrchörige Weihnachtsmusik und Mariengesänge aus italienischen Kathedralen beim Label Christophorus in Freiburg im Breisgau

## Digitalisate
1. ↑  Motectorum et Missarum quattuor & quinque vocibus als Digitalisat in der  Bayerischen Staatsbibliothek